# Giant Magellan Telescope

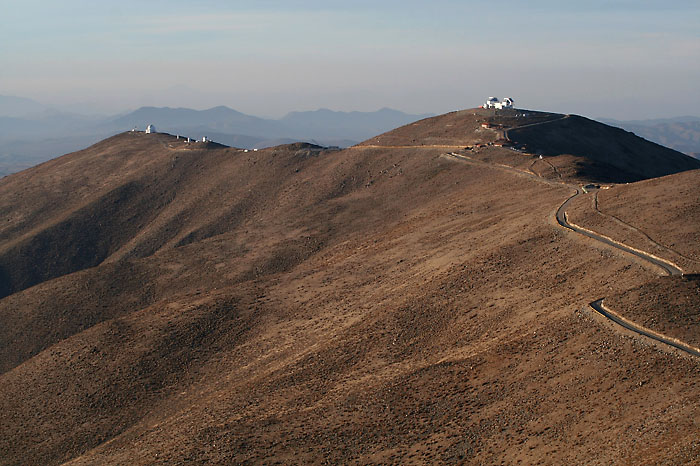
Las Campanas-observatorium in 2005

De Giant Magellan Telescope (GMT) is een geplande extreem grote telescoop, met een spiegeldiameter van 24,5 m. De lichtopbrengst komt overeen met die van een spiegeldiameter van 21,4 m. De telescoop komt te staan bij het Las Campanas-observatorium, op 2550 meter hoogte, in de buurt van La Serena (Chili), waar ook reeds de twee bestaande Magellan-telescopen staan. Na kalibratie zal de GMT een tienmaal zo groot scheidend vermogen hebben als de ruimtetelescoop Hubble.

## Bouw
De telescoop zal uiteindelijk bestaan uit zeven hoofdspiegels met ieder een diameter van 8,4 m. Rond de centrale spiegel, die in het midden een opening heeft voor het Cassegrainbrandpunt, worden de overige zes spiegels geplaatst, waarbij zij alle zeven op een gemeenschappelijke azimutale montering worden geplaatst. Zo ontstaat er een spiegel met een totale diameter van 24,5 m. Als voorbeeld voor deze bouwwijze dient de Large Binocular Telescope, die twee van dergelijke spiegels heeft.
De brandpuntsafstand van de hoofdspiegel is met 18 m extreem kort voor een dergelijk instrument (apertuur f/0,7), hetgeen een zeer compacte bouw mogelijk maakt. (Ter vergelijking: De Haletelescoop van het Palomar-observatorium heeft een spiegel van 5 m diameter en een brandpuntsafstand van 17 m (f/3,4).) De effectieve brandpuntsafstand van het totale systeem zal 203 m bedragen (f/8). Optisch is het een aplanatische Gregoriaanse telescoop. De grootte van het vignetteringsvrije beeld wordt 26 boogminuten. (Ter vergelijking: de schijnbare diameter van de volle maan bedraagt 30 boogminuten.)
Het is de bedoeling dat er zeven perifere spiegels worden gemaakt, zodat er een reserve-exemplaar is voor als er een opnieuw gecoat moet worden. Dat coaten duurt 1 - 2 weken per spiegel en moet elke 1 - 2 jaar herhaald worden.

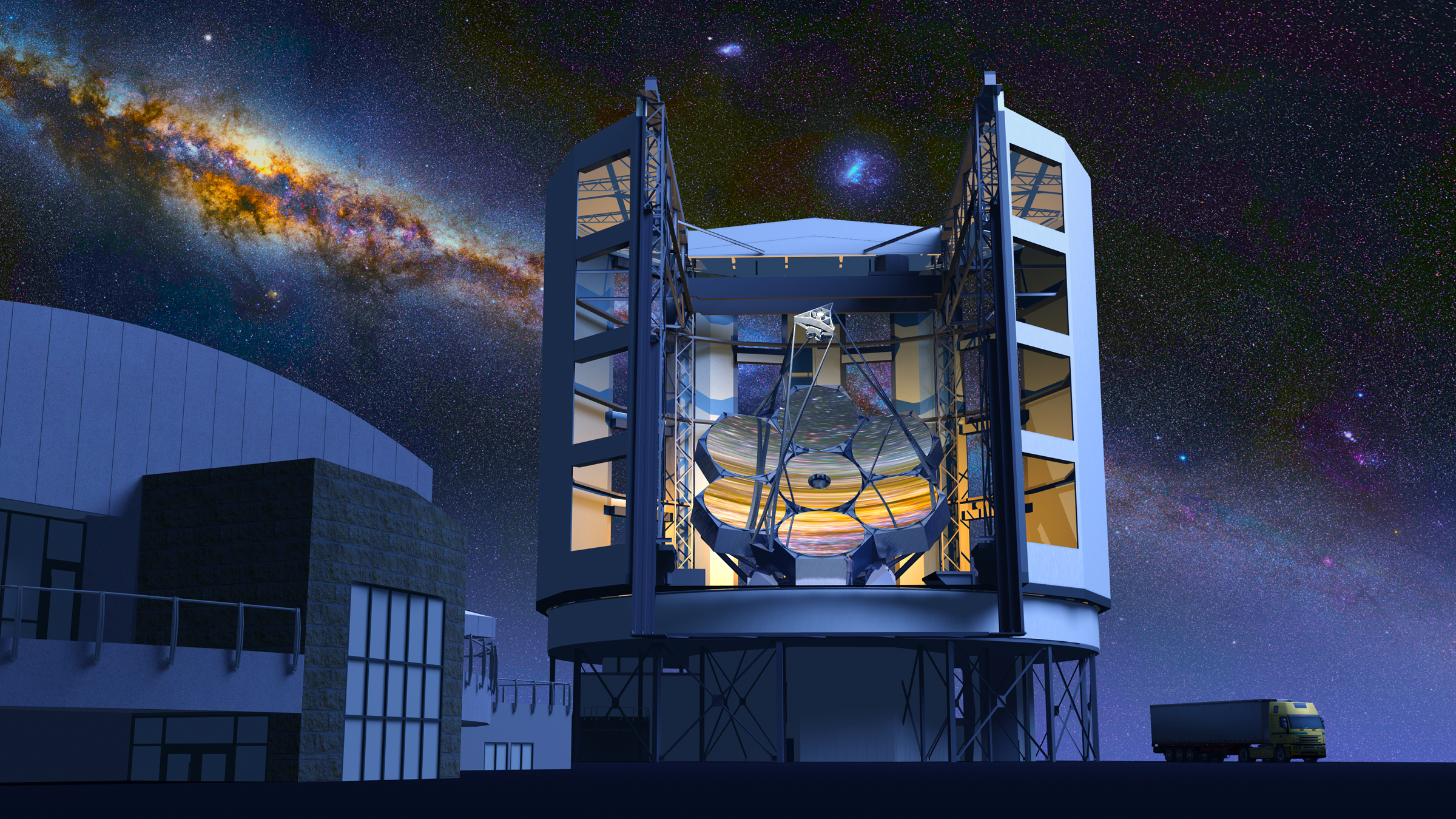
Giant Magellan Telescope (impressie)

Een van pleitbezorgers van de GMT is het Spiegellaboratorium van het Steward-observatorium van de Universiteit van Arizona. Dit laboratorium heeft, in samenwerking met Schott AG in Mainz, ervaring met het gieten van „lichte” grootformaatspiegels met behulp van roterende ovens. De rotatie zorgt reeds tijdens het gieten voor een paraboloïdisch oppervlak, zodat de slijpwerkzaamheden sterk worden verkort. Terwijl de Schott-spiegels dunne, vervormbare meniscussen zijn (zoals de spiegels van de Very Large Telescope), zijn de spiegels van genoemd laboratorium star, met aan de achterzijde een honingraatstructuur die samen met de spiegel uit boorsilicaatglas is gegoten.
Nieuw aan de GMT is ook de door bovengenoemd laboratorium gebruikte slijp- en polijstprocedure van de zes perifere deelspiegels, aangezien de hoofdspiegel als geheel asferisch moet zijn. De sponsors hebben van de op USD 400-500 miljoen geschatte totale kosten eerst USD 20 miljoen vrijgegeven voor het vervaardigen en testen van één deelspiegel en de daarbij behorende secundaire spiegel. Bovendien wordt het optische ontwerp getest aan een model op schaal 1:5. Deze eerste spiegel is gegoten uit glas van Ohara Corporation in Japan.
Om het hoogst mogelijke scheidend vermogen te bereiken (λ/D = 600 nm / 24,5 m = 0,005 boogseconden, 10x zo goed als dat van de ruimtetelescoop Hubble), krijgen de zeven dunne, vervormbare secundaire spiegels van ca. 1 m diameter een systeem voor adaptieve optiek.
Door de ondanks de brandpuntsafstand compacte bouw, is de benodigde koepel niet veel groter dan die van het Palomar-observatorium.
De GMT wordt gebouwd bij het Las Campanas-observatorium in de Atacamawoestijn in Chili.

## Realisatie
Het contract voor de bouw werd in februari 2009 getekend. De bouw is begonnen in 2012 en hij zou naar verwachting gereed zijn in 2020, maar inmiddels wordt de oplevering verwacht in 2025. Voor de eerste, reeds in 2005 gegoten spiegel was het slijpen en polijsten in november 2012 klaar. Van de op USD 700 miljoen begrote kosten is reeds USD 130 miljoen toegezegd.
Mogelijk wordt er in de toekomst nog een tweede GMT gebouwd, en wel in Antarctica. Mogelijke locaties aldaar zijn enkele hoogvlakten op 4200 meter boven de zeespiegel. Door het koude klimaat en de hoge ligging is de lucht er zeer schoon en droog. Er is weinig wind en geen lichtvervuiling. Door dit alles gelden deze plaatsen als wellicht de beste locaties op aarde voor telescopen. Zij zijn ook overwogen voor de Overwhelmingly Large Telescope, waarvan de plannen echter in 2005 zijn opgeschort.

## Partners
Partners in de Giant Magellan Telescope Organization (GMTO) zijn:
- Carnegie Institution of Washington
- Harvard-universiteit
- Smithsonian Astrophysical Observatory
- Texas A&M-universiteit
- Korea Astronomy and Space Science Institute
- Universiteit van Texas in Austin
- Australian National University
- Universiteit van Arizona
- Astronomy Australia Ltd.
- Universiteit van Chicago